# Torneo di Chichester 1979
Il Torneo di Chichester 1979 è stato un torneo di tennis giocato sull'erba. È stata la 4ª edizione del torneo, che fa parte del WTA Tour 1979. Si è giocato a Chichester in Gran Bretagna dall'11 al 16 giugno 1979.

## Campionesse

### Singolare
Evonne Goolagong ha battuto in finale  Sue Barker con il punteggio di 6–1, 6–4

### Doppio
Greer Stevens /  Wendy Turnbull hanno battuto in finale  Billie Jean King /  Martina Navrátilová con il punteggio di 6–3, 1–6, 7–5